# Жуне
Жуне су насељено мјесто на територији града Приједора, Република Српска, БиХ. Према попису становништва из 1991. у насељу је живјело 368 становника.

## О селу
Налази се на 270-350 метара надморске висине, површине 11,28 км2, удаљено око 12 км од градског центра. Припада мјесној заједници Љубија. Разбијеног је типа, а засеоци су: Бузуци, Висока главица, Дидовићи, Ивановићи, Језеро, Комљеновићи, Крндије, Липици, Пранићи, Тубићи. Према предању, у шумовитом дијелу села обитавала су велика јата птица жуна, по којима је село добило име. До 1963. село Жуне припадало је општини Љубија. На подручју шумског појаса Јаворик, који се налази у јужном дијелу атара, 1916. отворен је Рудник жељезне руде "Љубија", у то вријеме један од највећих и најмодернијих рудника ове врсте у Европи. Преграђивањем доњег дијела Жунског потока, који протиче кроз атар, створено је језеро Жуне, са браном високом 47 м. Језеро је служило за одлагање талога приликом сепарације откопане руде.
У некадашњем (сада исељеном) засеоку Шикићи направљена је Шикића брана (висине 57 м), која је такође служила за одлагање талога послије мокре сепарације жељезне руде на централним рудиштима. На локалитету Брдо, у оквиру рударског ревира Јаворик, приликом скидања јаловине пронађена су четири римска жртвеника из касног II и раног III вијека нове ере, посвећена рударској богињи Terra Mater. На њима се помињу римски цареви Септимије Север и Каракала, те управници
рудника Верекунд, Макрин, Калиморф и Хелиодор. Највјероватније се ради о култном мјесту тадашњих рудара.
Према породичним предањима, преци данашњих становника доселили су се у ове крајеве у првој половини XIX вијека. Породица Дидовић дошла је са подручја Далмације, а Дејановић из околине Вареша. У Другом свјетском рату погинула су два борца НОВЈ и шест припадника формација НДХ.
Током Одбрамбено-отаџбинског рата 1992-1995. погинула су два борца ВРС. Становништво се углавном бави пољопривредом, а дио је запослен у Рудницима жељезне руде "Љубија". У атару постоји католичко гробље, са дрвеном капелом без звоника (изграђена око 1960), у којој се повремено служи миса. Најближа школа налази се у Љубији. Село је добило електричну енергију 1961. године. Мјештани се снабдијевају водом из бунара и са извора.

## Становништво
Село је 1948. имало 94 домаћинства и 532 становника; 1961. - 618 становника; 1991. - 369 (327 Хрвата, 16 Југословена, 14 Срба, шест Муслимана и шест из реда осталих); 2013. - 48 домаћинстава и 97 становника. Најбројније хрватске породице су: Антић, Бузук, Дејановић, Дидовић, Ивановић, Комљеновић, Павловић, Токмаџић и Тубић.
| Демографија | Демографија | Демографија |
| Година      | Становника  | Становника  |
| ----------- | ----------- | ----------- |
| 1948.       | 532         |             |
| 1961.       | 618         |             |
| 1971.       | 578         |             |
| 1981.       | 530         |             |
| 1991.       | 369         |             |
| 2013.       | 97          |             |